# Ben 10: Alien Force
Ben 10: Alien Force ist eine US-amerikanische Zeichentrickserie und die Nachfolgeserie von Ben 10. Die Serie führt die Geschehnisse um den Protagonisten der ersten Serie, Ben Tennyson, fünf Jahre nach den Ereignissen der vorherigen, ersten Serie fort.

## Handlung
Benjamin „Ben“ Tennyson, nun als 15-Jähriger, und Gwendolyn „Gwen“ Tennyson, ebenfalls als 15-Jährige, haben wieder eine Horde neuer wilder Aliens vor sich. Eine Truppe der neuen Aliens nennen sich DNAliens und ihr einziges Ziel ist es, die Menschheit und sämtliche für sie unreine Lebensformen zu zerstören.
Innerhalb der letzten fünf Jahre schaffte es Ben, die Omnitrix abzulegen und ein normales Leben zu führen. Als er eines Tages seinen Großvater Maxwell Tennyson besuchen wollte, fuhr er mit seinem Fahrrad zu Max’ Wohnmobil. Doch statt seinen Großvater fand er dort ein DNAlien, das ihn angriff. Er konnte seinen Gegner zur Flucht überreden und erhielt eine Nachricht von seinem Großvater, der von diesen Aliens gefangen genommen wurde.
Ohne lange zu zögern, fuhr Ben, mit seiner Omnitrix im Gepäck, zu seiner Cousine Gwen, die in den letzten fünf Jahren ihre magischen Kräfte um einiges verbessern konnte und zusätzlich noch stolze Besitzerin des Schwarzen Gürtels in Taek Won Do ist. Zusammen fahren sie zu einem kleinen Tauschhandel einer Organisation, die mit Alien-Technologie handelt. Der Verkäufer ist kein anderer als Kevin E. Levin, der früher gegen Ben gekämpft hat und so zu einer Mischung aus den zehn Omnitrix-Aliens geworden ist. Er konnte aber seine menschliche Form wieder annehmen. Seitdem handelt er mit außerirdischer Technologie und verdient dabei einiges. Bei der kleinen Verkaufsaktion entpuppen sich die Käufer als DNAliens und Ben wird zum ersten Mal eines der neuen zehn Aliens in seiner Omnitrix.
Ben, der seine neue smartere Version seiner Omnitrix liebt, Gwen, die nun Zauberei und Taek Won Do beherrscht, und Kevin, der die Fähigkeit hat, Materie zu absorbieren, kämpfen nun in einem Team gegen die DNAliens und viele weitere Aliens. Unter diesen befinden sich neue wie bekannte, zum Beispiel Vilgax, der nun immer und immer stärker wird, und die Fluchwerferin, die es Gwen nun heimzahlen will.

## Charaktere

### Hauptcharakter
Benjamin „Ben“ Tennyson
Ben wohnt noch in Bellwood mit seinen Eltern Karl und Sandra Tennyson. Er ist inzwischen 15 Jahre alt, spielt gerne Fußball und führt ein normales Leben. Seine Eltern ahnen einst nichts von seinen Fähigkeiten, bis er sich in einer Folge vor seinen Eltern in ein Alien verwandelt, um ein DNAliens zu besiegen.
Gwendolyn „Gwen“ Tennyson
Bens Cousine ist wie er inzwischen 15 Jahre alt und hat den schwarzen Gürtel in Taek Won Do inne. Sie besitzt ausgereifte magische Kräfte (Mana). Diese magischen Kräfte kommen von ihrer Großmutter Verdona, einer Außerirdischen, deren Rasse die Grundenergie der Magie kontrollieren kann. Sie hilft Ben, ihren Opa Max zu retten und die Welt vor den Bösen zu schützen. Gwen verliebt sich nach einiger Zeit auch in Kevin E. Levin.
Kevin Ethan Levin
Kevin, nun 16 Jahre alt, konnte aus der Null-Leere fliehen und wieder zu einem fast normalen Menschen werden. Nun beherrscht er die Fähigkeit, Materie zu absorbieren. Zuerst verdingt er sich als Händler außerirdischer Waffen, doch als die DNAliens ihn betrügen und ein galaktischer Polizist für ihn sein Leben lässt, schließt er sich Ben und Gwen an, wobei er mit Gwen im Laufe der Zeit eine innige Beziehung aufbaut. Bei einem späteren Unfall jedoch wird er wiederum in eine unkontrollierte Chimärenform der von ihn absorbierten Materialien festgesetzt, aus der er sich nicht mehr zurückverwandeln kann.

### Nebencharaktere
Maxwell „Max“ Tennyson
Opa Max wird vor dem Anfang der Serie von den DNAliens entführt, wird aber von Ben und Gwen gerettet. Nach der erfolgreichen Rettung steigt er wieder ins Klempnergeschäft ein und hilft öfters Ben, Gwen und Kevin mit seinen Erfahrungen aus.
Azmuth
Azmuth, ein Galvaner, ist der Erfinder der Omnitrix und bezeichnet sich selbst als das intelligenteste Wesen im Universum. Azmuth hatte die Omnitrix (wie im Film Ben 10 – Das Geheimnis der Omnitrix erklärt) ursprünglich nicht als Waffe, sondern als intergalaktisches Kommunikationsmittel konstruiert. Grantig und eigenbrötlerisch wie er ist, ist er daher sehr kritisch mit Bens Gebrauch der Omnitrix als Superheld.
Julie Yamamoto
Julie Yamamoto, eine Amerikanerin mit japanischer Abstammung, ist Bens Freundin und Schulkameradin. Nach einem Zwischenfall mit einem hilfesuchenden Außerirdischen findet sie Bens Geheimnis heraus, bleibt aber weiterhin mit ihm zusammen und beteiligt sich an seinen Abenteuern.
„Ship“
Ein galvanischer Mechamorpher, eine nanotechnologische Alienrasse, mit der Mentalität eines irdischen Hundes. „Schiff“ wurde von Julie Yamamoto adoptiert, als sie bei einer Hilfsaktion zugunsten von „Schiffs“ ursprünglichen Herrchen von Bens Geheimnis erfuhr.

### Gegenspieler
Vilgax
Vilgax der Erzfeind von Max und Ben Tennyson. Der anfangs zwei Meter große und nun riesige Vilgax versucht Ben Tennyson zu zerstören samt der Erde. Doch Ben verhindert es jedes Mal und später kommt Vilgax stärker und mit mehr Fähigkeiten zurück. Er ist neben der Elite der größte Gegner von Ben. Vilgax ist ein machthungriger, grausamer und verbissener Eroberer, der kein Mittel scheut, um Ben zu zerstören. Diese Mittel gehen aber auch nach hinten los.
Die Elite
Die Elite-Aliens stehen kurz vor der Zerstörung ihrer Art, da sie die Fähigkeit, sich fortzupflanzen, verloren haben. Nun möchten sie nicht alleine untergehen, sondern sämtliche Lebensformen dieser Galaxy mitnehmen. Sie halten sämtliche anderen Lebensformen dieser und anderer Galaxien für unrein, nur ihre eigene Art ist rein.
DNAliens
Die DNAliens sind quasi die Diener der Elite-Aliens. Die DNAliens sind normale Menschen, die einen außerirdischen Droiden abbekommen haben. Diese Droiden verändern die Gene und das Aussehen ihrer Opfer, und mit den Identitätsmasken sehen sie aus wie normale Menschen. Dies erschwert Ben die Arbeit aber kaum.
Die ewigen Ritter
Die ewigen Ritter sind eine Geheimorganisation aus dem Mittelalter, die illegale außerirdische Technologien und Waffen horten. Ihr anfängliches Ziel war ein außerirdischer, aber harmloser Drache, den sie jahrhundertelang gefangen hielten, bis sie endlich die geeignetste Waffe für dessen Vernichtung auftreiben konnten. Ben konnte glücklicherweise den Drachen befreien, was seine ohnehin schlechten Beziehungen mit den Rittern nicht gerade verbesserte.
Albedo
Ein Galvaner und ehemaliger Helfer von Azmuth, welcher sich durch einen Unfall in ein Abbild von Ben verwandelt hat. Er versucht an die Omnitrix zu gelangen um sich in seine ursprüngliche Form zurückzuverwandeln. Er hat seit der ersten Begegnung mit Ben weiße Haare und rote Augen und Jacke. Im Kampf benutzt er anfangs eine Kopie der Omnitrix, später die Ultimatrix
Vulcanus
Der ehemalige Helfer von Sixsix kehrt in der neuen Serie ebenfalls zurück, um Ben das Leben schwer zu machen. Allerdings stellt sich schließlich heraus, dass er wesentlich weniger gefährlich ist, als er zu sein scheint.

## Omnitrix und Ultimatrix
Der Galvaner Azmuth erschuf die armbanduhrartige Omnitrix. Er speicherte in dieser Omnitrix über 1.000.000 DNA-Stränge von den Lebensformen des ganzen Universums, auch von bereits ausgestorbenen Lebensformen. Leider wurde die Omnitrix in den letzten beiden Folgen von Ben 10: Alien Force zerstört. Doch da kommt die Ultimatrix ins Spiel, die die Überleitung zu Ben 10: Ultimate Alien gibt. Aus den letzten Folgen von Ben 10: Alien Force ist bekannt, dass die Ultimatrix sämtliche Aliens auf ihr Maximum an Power bringt. Zusätzlich beinhaltet die neue Uhr jegliche alte sowie sämtliche neuen Lebensformen der Galaxie.

### Omnitrix Start Aliens
Ben’s ersten 10 Aliens:
- Schlammfeuer: Wirft Feuer; kann sich regenerieren; kontrolliert andere Pflanzen
- Glibber: Kann seine Körperform komplett verändern; besteht rein aus Glibber (keine Knochen etc.)
- Turbomanta: Extrem schnell; schießt Neuroschockstrahlen aus dem Ende seines Schwanzes / aus seinen Augen
- Echo Echo: Gibt extreme Schallwellen ab; kann sich vervielfältigen
- Gigantussaurus: Extrem stark; kann sich vergrößern bis zu 360 Metern
- Superhirn: Extrem schlau; Elektroschockwellen/stöße
- Froster: Eiskalter/einfrierender Atem; kann fliegen; kann Materie durchdringen (Unsichtbarkeit)
- Chromastein: Kann Energie absorbieren; kann Energiebälle abfeuern; so gut wie unzerstörbar;kann fliegen
- Spidermonkey: Kann an den Wänden laufen; kann (klebrige) Netze spinnen/schießen
- Alien X: Seine Gedanken werden zur Realität, jedoch extrem schwer zu kontrollieren, da er zwei Persönlichkeiten (Sirena= Stimme der Liebe und des Mitgefühls; Bellicus = Stimme des Zorns und der Aggression) in sich hat, die ständig miteinander streiten.

### Omnitrix Weitere Aliens
Diese Aliens kamen erst wenig später:
- Kanonenkugel: Kann sich zu einer Kugel zusammrollen; starke Panzerung;ein Originales Alien aus dem Vorgänger
- Spucknick: Frisst sämtliche Materialien und spuckt sie in hohem Tempo aus
- Superriese: Riesengroß; extrem stark; verschießt Energiestrahlen
- Stahlschädel: Kann Kristalle verschießen; kann Kristalle wachsen lassen; sehr stark; ist härter als Diamant; das zweite originale Alien aus dem Vorgänger
- Polarstern: Magnetisch – Antimagnetisch; kann starke Strahlen abfeuern; kann fliegen
- Tiger: Sehr stark; scharfe Krallen; Extrem angriffslustig und sehr leicht reizbar

## Produktion und Veröffentlichung
Die Serie wurde von 2008 bis 2010 von Cartoon Network unter der Regie von Dan Riba, Butch Lukic, John Fang und Rick Morales produziert. Die Musik komponierten Kristopher Carter, Michael McCuistion und Lolita Ritmanis.
Die Erstausstrahlung erfolgte in den USA vom 18. April 2008 bis zum 26. März 2010 bei Cartoon Network. Die deutschsprachige Fassung wurde erstmals ab dem 19. September 2009, ebenfalls bei Cartoon Network, gesendet. Die Free-TV-Premiere folgte bei kabel eins ab dem 17. Oktober 2009. Außerdem wurde die Serie unter anderem in Spanien, Australien und Neuseeland veröffentlicht.

### Synchronisation
| Charakter      | Englischer Sprecher | Deutscher Sprecher |
| -------------- | ------------------- | ------------------ |
| Ben Tennyson   | Yuri Lowenthal      | Roman Wolko        |
| Gwen Tennyson  | Ashley Johnson      | Marieke Oeffinger  |
| Max Tennyson   | Paul Eiding         | Ulf J. Söhmisch    |
| Kevin E. Levin | Greg Cipes          | Patrick Schröder   |

## Episodenführer
| Nr. in Staffel | Nr. gesamt | Originaler Titel                  | Deutscher Titel                    | Erstausstrahlung | Deutschsprachige Erstausstrahlung im Free-TV |
| -------------- | ---------- | --------------------------------- | ---------------------------------- | ---------------- | -------------------------------------------- |
| 1              | 1          | Ben 10 Returns: Part 1            | Ben 10 kehrt zurück, Teil 1        | 18. April 2008   | 17. Oktober 2009                             |
| 2              | 2          | Ben 10 Returns: Part 2            | Ben 10 kehrt zurück, Teil 2        | 18. April 2008   | 17. Oktober 2009                             |
| 3              | 3          | Everybody Talks about the Weather | Alle reden übers Wetter            | 26. April 2008   | 24. Oktober 2009                             |
| 4              | 4          | Kevin’s Big Score                 | Kevins Geheimnis                   | 3. Mai 2008      | 31. Oktober 2009                             |
| 5              | 5          | All That Glitter                  | Glitzerzauber                      | 10. Mai 2008     | 7. November 2009                             |
| 6              | 6          | Max Out                           | Der Horrortrip                     | 17. Mai 2008     | 14. November 2009                            |
| 7              | 7          | Pier Pressure                     | Eine rasante Verabredung           | 31. Mai 2008     | 21. November 2009                            |
| 8              | 8          | What Are Little Girls Made Of?    | Gwens Entscheidung                 | 7. Juni 2008     | 28. November 2009                            |
| 9              | 9          | The Gauntlet                      | Die unheimliche Macht der Auenhand | 14. Juni 2008    | 5. Dezember 2009                             |
| 10             | 10         | Paradox                           | Paradox                            | 5. Juli 2008     | 12. Dezember 2009                            |
| 11             | 11         | Be-Knighted                       | Gerüstet                           | 12. Juli 2008    | 19. Dezember 2009                            |
| 12             | 12         | Plumbers’ Helpers                 | Falsche Hilfe                      | 19. Juli 2008    | 2. Januar 2010                               |
| 13             | 13         | X = Ben + 2                       | X = Ben + 2                        | 31. August 2008  | 9. Januar 2010                               |

| Nr. in Staffel | Nr. gesamt | Originaler Titel          | Deutscher Titel          | Erstausstrahlung  | Deutschsprachige Erstausstrahlung im Free-TV |
| -------------- | ---------- | ------------------------- | ------------------------ | ----------------- | -------------------------------------------- |
| 1              | 14         | Darkstar Rising           | Auf der dunklen Seite    | 10. Oktober 2008  | 16. Januar 2010                              |
| 2              | 15         | Alone Together            | Zu zweit allein          | 17. Oktober 2008  | 30. Januar 2010                              |
| 3              | 16         | Good Copy, Bad Copy       | Doppelgänger             | 24. Oktober 2008  | 22. April 2010                               |
| 4              | 17         | Save the Last Dance       | Heisshunger              | 7. November 2008  | 6. Februar 2010                              |
| 5              | 18         | Undercover                | Undercover               | 14. November 2008 | 13. Februar 2010                             |
| 6              | 19         | Pet Project               | Das Haustier Projekt     | 21. November 2008 | 20. Februar 2010                             |
| 7              | 20         | Grounded                  | Hausarrest               | 23. November 2008 | 27. Februar 2010                             |
| 8              | 21         | Voided                    | Entschlüsselt            | 5. Dezember 2008  | 6. März 2010                                 |
| 9              | 22         | Inside Man                | Der Alien Mensch         | 12. Dezember 2008 | 30. April 2010                               |
| 10             | 23         | Birds of a Feather        | Gleichgesinnte           | 24. März 2009     | 20. März 2010                                |
| 11             | 24         | Unearthed                 | Vom Himmel gefallen      | 25. März 2009     | 4. Mai 2010                                  |
| 12             | 25         | War of the Worlds: Part 1 | Krieg der Welten, Teil 1 | 27. März 2009     | 10. April 2010                               |
| 13             | 26         | War of the Worlds: Part 2 | Krieg der Welten, Teil 2 | 27. März 2009     | 10. April 2010                               |

| Nr. in Staffel | Nr. gesamt | Originaler Titel            | Deutscher Titel              | Erstausstrahlung   | Deutschsprachige Erstausstrahlung im Free-TV |
| -------------- | ---------- | --------------------------- | ---------------------------- | ------------------ | -------------------------------------------- |
| 1              | 27         | Vengeance of Vilgax: Part 1 | Die Rache des Vilgax, Teil 1 | 11. September 2009 | 17. April 2010                               |
| 2              | 28         | Vengeance of Vilgax: Part 2 | Die Rache des Vilgax, Teil 2 | 11. September 2009 | 17. April 2010                               |
| 3              | 29         | Inferno                     | Im Inneren der Erde          | 18. September 2009 | 24. April 2010                               |
| 4              | 30         | Fool’s Gold                 | Narrengold                   | 25. September 2009 | 1. Mai 2010                                  |
| 5              | 31         | Simple                      | Einfach                      | 9. Oktober 2009    | 8. Mai 2010                                  |
| 6              | 32         | Don’t Fear the Repo         | Keine Angst vor den Vreedels | 16. Oktober 2009   | 15. Mai 2010                                 |
| 7              | 33         | Single Handed               | Einhändig                    | 23. Oktober 2009   | 22. Mai 2010                                 |
| 8              | 34         | If All Else Fails           | Das Notfallsystem            | 6. November 2009   | 29. Mai 2010                                 |
| 9              | 35         | In Charm’s Way              | Magische Momente             | 13. November 2009  | 12. Juni 2010                                |
| 10             | 36         | Ghost Town                  | Monstersklaven               | 20. November 2009  | 19. Juni 2010                                |
| 11             | 37         | Trade-Off                   | Der Pakt                     | 4. Dezember 2009   | 4. September 2010                            |
| 12             | 38         | Busy Box                    | Die außerirdische Superwaffe | 11. Dezember 2009  | 11. September 2010                           |
| 13             | 39         | Con of Rath                 | Der Schwindel                | 8. Januar 2010     | 18. September 2010                           |
| 14             | 40         | Primus                      | Primus                       | 15. Januar 2010    | 22. September 2010                           |
| 15             | 41         | Time Heals                  | Zeitreise mit Folgen         | 22. Januar 2010    | 2. Oktober 2010                              |
| 16             | 42         | The Secret of Chromastone   | Das Geheimnis Chromasteins   | 29. Januar 2010    | 9. Oktober 2010                              |
| 17             | 43         | Above and Beyond            | Die Prüfung                  | 12. März 2010      | 23. Oktober 2010                             |
| 18             | 44         | Vendetta                    | Vendetta                     | 19. März 2010      | 30. Oktober 2010                             |
| 19             | 45         | The Final Battle: Part 1    | Die letzte Schlacht, Teil 1  | 26. März 2010      | 6. Dezember 2010                             |
| 20             | 46         | The Final Battle: Part 2    | Die letzte Schlacht, Teil 2  | 26. März 2010      | 7. Dezember 2010                             |